# Calonge i Sant Antoni
Calonge i Sant Antoni (tot 2018 Calonge) is een gemeente in de Spaanse provincie Girona, regio Catalonië, aan de Middellandse Zee-kust met een oppervlakte van 34 km², gelegen aan de samenvloeiing van de Riera dels Molins en de Rifred in de Riera de Calonge aan de Costa Brava. Calonge i Sant Antoni telt 10.709 inwoners (1 januari 2016), een aantal dat in de zomermaanden verviervoudigt.

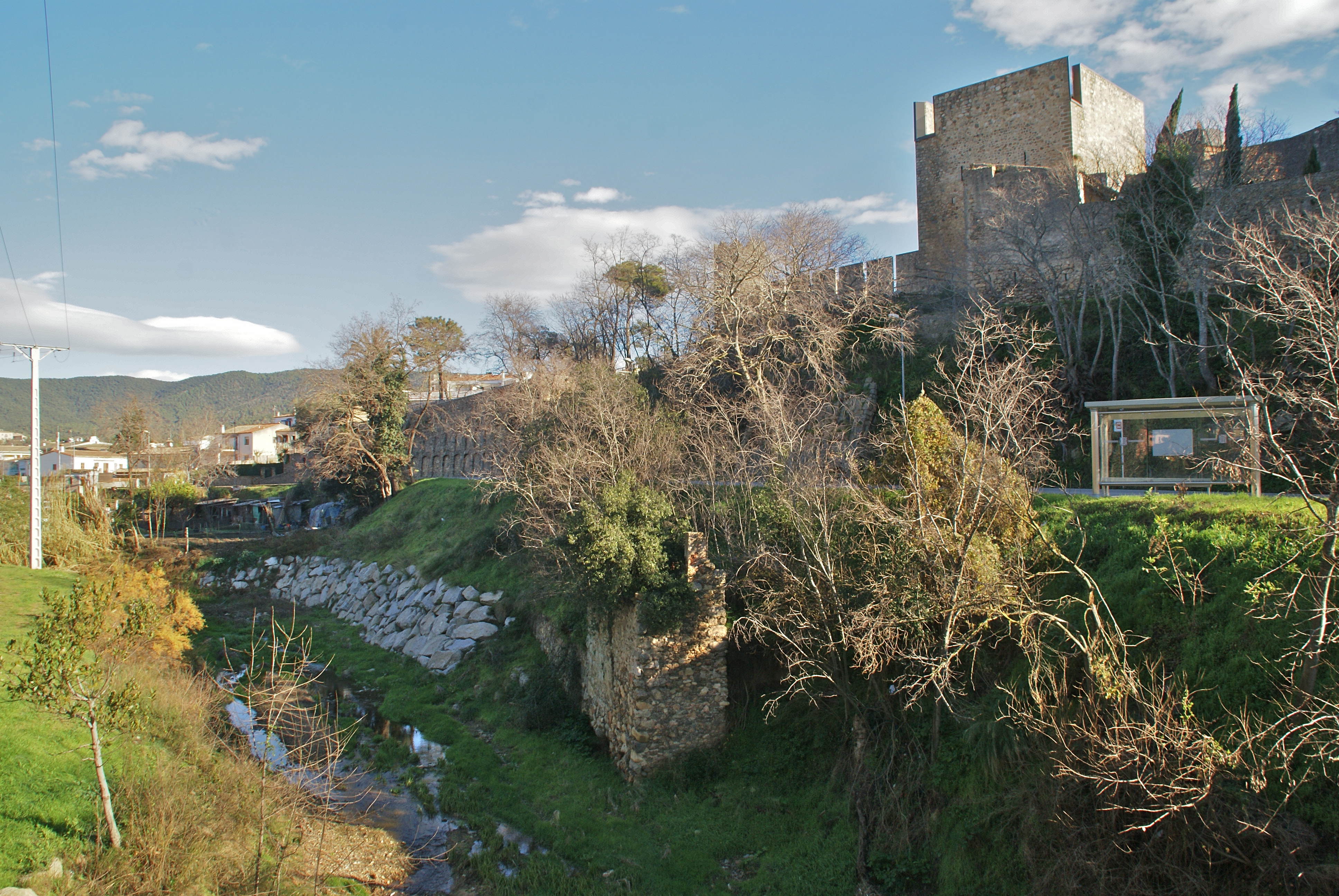
Het kasteel aan de oevers van de Rifred

De gemeente heeft twee grote centra: het historische Calonge, ongeveer 4 kilometer landinwaarts, en Sant Antoni de Calonge, een voormalig vissersdorp dat zich sedert de jaren zeventig van de 20e eeuw tot een moderne badplaats ontwikkelde. Andere buurtschappen zijn Cabanyes, Sant Daniel en Treumal.
De kuststrook van de buurgemeente Palamós, de buurtschappen Sant Antoni en Sant Daniel en Platja d'Aro vormen een sterk verstedelijkt gebied.

## Bezienswaardigheden
- Het kasteel van Calonge
- Het natuurgebied Gavarres

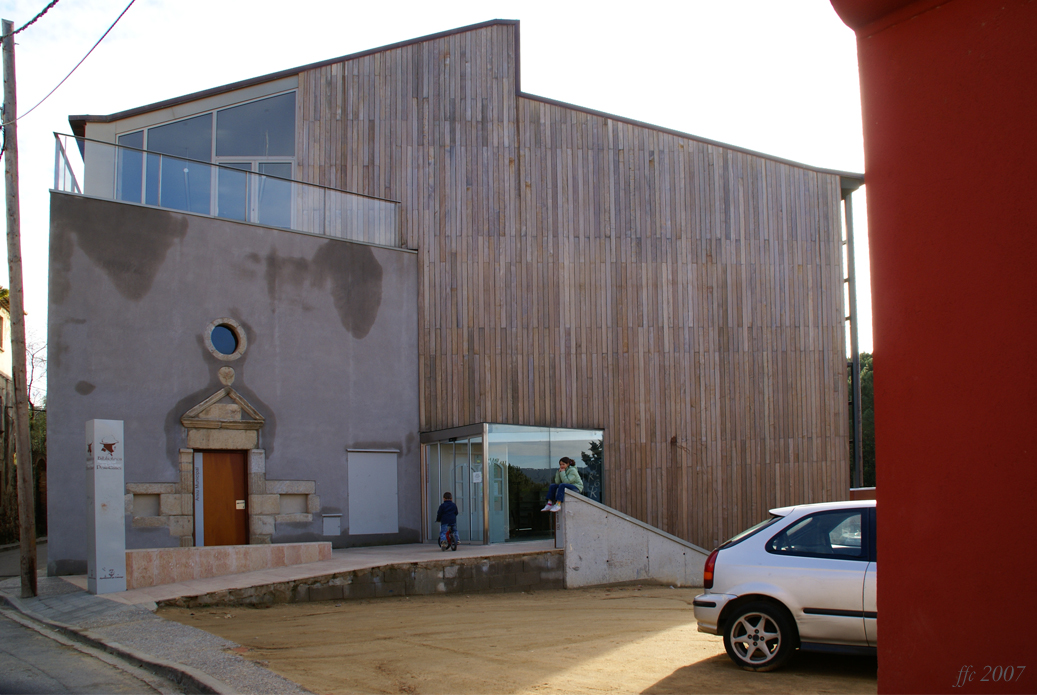
De bibliotheek

- Het historische centrum van Calonge
- Het strand van Sant Antoni
- De Gemeentebibliotheek Pere Caner in het historische gebouw van het voormalige hospitaal
- Het voormalige benedictinessenklooster Santa Maria del Collet
- De opgravingen van de Romeinse villa en zeehaven Vil·la romana del Collet

## Demografische ontwikkeling
Bron: INE; 1857-2011: volkstellingen